# 吉川工業
吉川工業株式会社（よしかわこうぎょう）は、福岡県北九州市八幡東区に本社を置く鉄鋼、エレクトロニクス・精密機器、エンジニアリング機器関連メーカーである。

## 概要
日本製鉄の協力会社。
創業時は官営八幡製鐵所（現・日本製鉄九州製鉄所八幡地区）で製鋼くずパイレン破砕作業を行う鉄鋼事業関連の会社であったが、1970年代から他の事業にも参入。エレクトロニクス事業や精密機器事業などを行なう複合経営企業として発展した。
近年ではRFID事業にも参入している（これはかつて新日鐵が行なっていた事業を引き継いだものである）。

## 沿革
- 1920年（大正9年） - 吉川組として創業
- 1950年（昭和25年） - 広畑支店、室蘭支店開設
- 1951年（昭和26年） - 合名会社吉川工業所に組織変更
- 1953年（昭和28年） - 光支店開設
- 1958年（昭和33年） - 吉川工業株式会社に組織変更
- 1964年（昭和39年） - 堺支店、名古屋支店開設
- 1966年（昭和41年） - 君津支店開設
- 1970年（昭和45年） - 大分支店開設
- 1975年（昭和50年） - 東京支社開設
- 1976年（昭和51年） - 八幡支店開設
- 1979年（昭和54年） - ガス工事事務所開設
- 1982年（昭和57年） - 溶射事業所（現 表面処理事業部）開設
- 1988年（昭和63年） - 吉川ハイプレシジョン事業所（北九州、君津）開設
- 2007年（平成19年） - 吉川工業RFソリューションセンター設立
- 2008年（平成20年） - 東京支社を西新宿に移転

## 事業所
- 本社 - 福岡県北九州市八幡東区
- 東京支社 - 東京都新宿区

## グループ会社

### 国内
- 吉川工業アールエフセミコン株式会社 - 宮崎県児湯郡新富町
- 吉川工業ファインテック株式会社 - 福岡県北九州市小倉北区
- 株式会社吉川システック - 福岡県北九州市八幡東区
- 西日本オートリサイクル株式会社 - 福岡県北九州市若松区
- 東日本資源リサイクル株式会社 - 千葉県富津市
- 株式会社九トク - 福岡県北九州市八幡西区

### 海外
- PT.Yoshikawa Electronics Bintan - インドネシア(ビンタン島)
- 吉川高科技(深圳)有限公司 - 中国(広東省深圳市)

## 主要取引先
日本製鉄、日鉄ステンレス、日本鋳鍛鋼、三菱製鋼室蘭特殊鋼、三菱重工業、神戸製鋼所、東邦チタニウム、エプソントヨコム、デンソー、村田製作所、パナソニックグループ、リコー、旭化成、TDK、シャープ、小松製作所、日之出水道機器、横河工事、ブリヂストン